# Niamh
Niamh, eller Niamh med det gyllene håret är Manannans dotter i den keltiska mytologin. Hon är en av drottningarna i Tir na nÓg, ungdomens land.
Niamh blev förälskad i mannen Oisín och red över havet på sin häst Enbarr för att ta med honom till Tir na nÓg.
Efter tre år i Tir na nÓg bestämde sig Oisín för att rida hem på Enbarr för att besöka sin far som han hade lovat innan han begav sig till Tir na nÓg. Niamh varnade honom noga för att sitta av Enbarr. När Oisín kom tillbaka till Irland upptäckte han att de tre år som gått i Tir na nÓg var 300 irländska år. Hans far var för länge sedan död. På väg genom Irland skulle Oisín hjälpa till att flytta en sten, och han föll av sin häst och när han nuddade marken förvandlades han till en gammal man.
Niamh och Oisín fick tillsammans en dotter, Plor na mBan vars namn betyder "Flower of Women", kvinnornas blomma och hon är därför associerad med blommor. Hon sägs vara mycket vacker.
Irländska flottans fartyg, LÉ Niamh, är döpt efter den keltiska gudinnan Niamh.